# Calycomyza pseudotriumfettae
Calycomyza pseudotriumfettae este o specie de muște din genul Calycomyza, familia Agromyzidae, descrisă de Etienne și Martinez în anul 2002. Conform Catalogue of Life specia Calycomyza pseudotriumfettae nu are subspecii cunoscute.